# Sokol (društvo)
Sokol je bilo prvo telovadno društvo na Slovenskem, ki je s polnim nazivom Gimnastično društvo Južni sokol nastalo po zgledu češkega Sokola. Prvo telovadno društvo Sokol je nastalo v Pragi leta 1862 pod vodstvom dr. Miroslava Tyrša, že oktobra 1863 pa je njegovo slovensko inačico v Ljubljani ustanovila skupina slovenskih rodoljubov.
Južni sokol oziroma njegov neposredni naslednik Ljubljanski sokol ni bil samo prvo telovadno društvo v Sloveniji, postal je matično društvo za vsa slovenska sokolska društva in je spodbudil tudi nastanek prvega sokolskega društva v Zagrebu, leta  1874 ter zadnja leta pred vojno še srbskih društev. Sokolstvo je proti koncu 19. stoletja že preraščalo v gibanje, njegova ideja pa ni bila samo druženje ob telovadbi, člani so bili tudi ideološko opredeljeni.
Bili so blizu miselnosti Narodne napredne stranke. Društvo je bilo opredeljeno kot vsenarodna nadstrankarska svobodomiselna organizacija, dostopna vsem Slovencem. Njegovi člani niso smeli biti pripadniki stranke, ki bi nasprotovala sokolskemu kulturnemu in političnemu programu. Sokoli niso smeli biti člani Slovenske ljudske stranke, ki je imela pod okriljem telovadno društvo Orel. Sokolsko delovanje je bilo narodno-obrambno in demokratično.
V vrstah je bilo načeloma dovolj prostora za vse nazore. Poudarjali so, da združujejo v svojih vrstah tudi ljudi različnih svetovnih nazorov. Sokolska ideologija je spodbujala narodno in kulturno zavest ter je vzgajala ob telesni vzgoji. Vzgajala je k disciplini telesa in duha. V času Avstro-Ogrske je bilo sokolstvo pomembno gibalo v povezovanju slovenskega naroda proti Avstrijcem. Združevanje na srečanjih, t. i. zletih, je pomenilo tudi najbolj množične shode slovenskega ljudstva po taborih v drugi polovici 19. stoletja. Sokolstvo je temeljilo na zamislih češkega ideologa Miroslava Tyrša, še poseben pomen pa je imelo za narode, ki so živeli pod hegemonijo avstrijske oz. ruske države. Ti so si želeli kulturno, pa tudi politično in ekonomsko neodvisnost. V tem je bila osrednja vloga sokolstva.
Prvi Češkoslovaški predsednik, Tomáš Garrigue Masaryk, je bil tudi aktivni član "sokola", prav tako v mladosti Josip Broz (Tito).
Josip Rus je bil v imenu slovenskih sokolov eden od ustanoviteljev Protiimperialistične fronte (poleg njega sta bila Sokola tudi člana predsedstva IO OF in SNOS Zoran Polič in France Lubej). Vsi trije so bili tik pred 2. svetovno vojno izključeni iz sokolskega društva oz. organizacije, ker so kršili pravila njegovega delovanja. 
Po vojni so komunistični sokoli 8. julija 1945 pripravili Zbor slovenskih sokolov. Nanj so lahko prišli le delegati s partijskim dovoljenjem, ter se samoukinili.
Po vzoru Sovjetske zveze so naslednici Sokola dali (ruski) pridevek »fizkulturna« in ustanovili Društvo za telesno vzgojo Partizan.